# Sergio Suárez
Sergio Gustavo Suárez Arteaga (Las Palmas de Gran Canaria, 6 gennaio 1987) è un calciatore spagnolo, centrocampista del Tamaraceite.

## Biografia
È fratello di Francis, anche lui calciatore.

## Carriera
Ha giocato nella massima serie thailandese e nella seconda divisione spagnola.

## Palmarès

### Club

#### Competizioni nazionali
- Thai FA Cup: 1

Port: 2019